# Биллингсли, Джон
Джон Би́ллингсли (англ. John Billingsley, род. 20 мая 1960, Медиа, Пенсильвания, США) — американский актёр. Наиболее известен по роли Флокса в телесериале «Звёздный путь: Энтерпрайз».

## Ранняя жизнь
Джон Биллингсли родился в городе Медиа, штат Пенсильвания и одно время жил в Хантсвилле, штат Алабама и Слиделле, штат Луизиана до того, как его семья осела в Вестоне, штат Коннектикут.

## Личная жизнь
Биллингсли женат на актрисе Боните Фридериси. Она впервые им заинтересовалась, когда увидела в пьесе по роману «Большие надежды». В 2003 году Фридериси снялась вместе с мужем в эпизоде сериала «Звёздный путь: Энтерпрайз» под названием «Regeneration», где выступила в роли Руни. Пара ещё несколько раз появлялась вместе на экране.

## Избранная фильмография
| Год       | Русское название           | Оригинальное название          | Роль                    | Примечания                                                 |
| --------- | -------------------------- | ------------------------------ | ----------------------- | ---------------------------------------------------------- |
| 1992      | Северная сторона           | Northern Exposure              | пациент                 | Эпизод: «It Happened in Juneau»                            |
| 1999      | Секретные материалы        | The X-Files                    | гик Тим                 | Эпизод: «Three of a Kind»                                  |
| 2000      | Другие                     | The Others                     | профессор Майлс Баллард | Основной состав; 13 эпизодов                               |
| 2001      | Клиент всегда мёртв        | Six Feet Under                 | скучный мужчина         | 1 эпизод                                                   |
| 2001      | Город пришельцев           | Roswell                        | играет самого себя      | 1 эпизод                                                   |
| 2001—2005 | Звёздный путь: Энтерпрайз  | Star Trek: Enterprise          | Флокс                   | Основной состав; 98 эпизодов                               |
| 2002      | Звёздные врата: SG-1       | Stargate SG-1                  | учёный-треккер          | 1 эпизод                                                   |
| 2003      | Вне времени                | Out of Time                    | Че                      |                                                            |
| 2004—2005 | Детектив Раш               | Cold Case                      | Джордж Маркс            | 2 эпизода                                                  |
| 2005      | Побег                      | Prison Break                   | Терренс Стидман         |                                                            |
| 2007      | Путешественник             | Journeyman                     | Алан Платт              | Эпизод: «Game Three»                                       |
| 2007      | Человек с Земли            | The Man from Earth             | Хэрри                   |                                                            |
| 2007      | C.S.I.: Место преступления | CSI: Crime Scene Investigation | Пол Кайдон              | Эпизод: «The Case of the Cross-Dressing Carp»              |
| 2007      | Анатомия страсти           | Grey's Anatomy                 | Джейкоб Нолстон         | Эпизоды: «Crash Into Me: Part 1» и «Crash Into Me: Part 2» |
| 2009      | 2012                       | 2012                           | профессор Фредерик Уэст |                                                            |
| 2009      | Клиника                    | Scrubs                         | Алан                    | 1 эпизод                                                   |
| 2009—2012 | Настоящая кровь            | True Blood                     | Майк Спенсер            | 17 эпизодов                                                |
| 2010      | Воздействие                | Leverage                       | Корсвелл                | Эпизод: «The Rashomon Job»                                 |
| 2010      | Менталист                  | of The Mentalist               | Эллис Марс              | Эпизод: «Red Moon»                                         |
| 2011      | Форс-мажоры                | Suits                          | Стэн Джейкобсон         | Эпизод: «The Shelf Life»                                   |
| 2014      | Искусственный интеллект    | Intelligence                   | Шенендоа Кэссиди        | Основной состав; 13 эпизодов                               |
| 2014      | Гавайи 5.0                 | Hawaii Five-0                  | адвокат                 | Эпизод: «Ka Hana Malu»                                     |
| 2017      | Твин Пикс                  | Twin Peaks                     | доктор Бен              | Эпизод: «Part 10»                                          |
| 2017      | Мужчина ищет женщину       | Man Seeking Woman              | доктор Ватсон           | Эпизод: «Bagel» сезон 3 эпизод 7                           |
| 2019      | Невозможно поверить        | Unbelievable                   | судья Брент Гордон      |                                                            |